# European Council on Foreign Relations
De European Council on Foreign Relations (ECFR) (Europese Raad voor Buitenlandse Relaties) is een pan-Europese denktank met kantoren in zeven Europese hoofdsteden. De denktank, opgericht in oktober 2007, doet onderzoek naar Europees buitenlands beleid en veiligheidsbeleid en biedt beleidsmakers, activisten en denkers een platform om ideeën uit te wisselen. ECFR bouwt coalities voor verandering op Europees niveau en stimuleert een geïnformeerd debat over Europa's rol in de wereld. ECFR heeft kantoren in Berlijn, Londen, Madrid, Parijs, Rome, Warschau en Sofia.
ECFR werd in 2007 opgericht door Mark Leonard en een raad (council) van vijftig oprichtende leden, toen voorgezeten door Martti Ahtisaari, Joschka Fischer en Mabel van Oranje. Bij oprichting kwam de financiering van George Soros’ Open Society Foundations, the Communictas Foundation, Sigrid Rausing, UniCredit en Fride.
ECFR's raad brengt meer dan 300 Europeanen samen van het hele continent. ECFR's strategische gemeenschap, die tegenwoordig wordt voorgezeten door Carl Bildt, Lykke Friis en Norbert Röttgen, bestaat onder anderen uit huidige ministers van Buitenlandse Zaken, voormalige ministers-presidenten, leden van nationale parlementen en het Europees Parlement, EU-commissarissen, voormalige NAVO secretarissen-generaal, denkers, journalisten en bedrijfsleiders. De raad komt één keer per jaar met alle leden samen voor de jaarlijkse vergadering van de raad (Annual Council Meeting), die elk jaar in een ander Europees land wordt gehouden. De raad is de duidelijkste uiting van ECFR's pan-Europese identiteit.

## Nationale kantoren
ECFR heeft kantoren in Berlijn, Londen, Madrid, Parijs, Rome, Warschau en Sofia. Het kantoor in Berlijn dient als hoofdkantoor. De kantoren in Berlijn, Londen, Madrid, Parijs en Sofia waren bij oprichting van ECFR in 2007 al aanwezig. Het kantoor in Rome is opgericht in 2010; het kantoor in Warschau in september 2011.

## Programma's, publicaties en evenementen
De denktanks onderzoek kan grofweg worden opgedeeld in vier programma’s: Asia & China, Wider Europe, European Power en Middle East & North Africa. Daarnaast publiceren ECFR’s fellows regelmatig beleidsbrieven over onderwerpen die buiten die categorieën vallen. Medewerkers van ECFR schrijven ook regelmatig analyses en commentaren in prominente Europese kranten. ECFR publiceert individuele beleidsrapporten, -brieven en -memo’s, die gratis te downloaden zijn op de ECFR website. De denktank heeft drie regelmatige publicaties: de jaarlijkse European Foreign Policy Scorecard, voor het eerst uitgebracht in 2011; China Analysis, die driemaandelijks uitkomt; en een jaarlijkse terugblik op de EU en de rechten van de mens bij de VN. Naast de regelmatige publicaties heeft ECFR vaak grotere projecten, die meerdere publicaties omvat over één onderwerp. ECFR’s nationale kantoren hebben regelmatige evenementen zoals seminars, ginger groups en publicatie lanceringen. Gastsprekers bij ECFR Londen’s ‘Black Coffee Mornings’, waar alleen op uitnodiging heen gegaan kan worden, waren in het verleden onder anderen Douglas Alexander, Louise Arbour, Joseph Nye, Pauline Neville-Jones en George Robertson.

### European Power
Het European Power-programma werd in 2005 opgezet om Europeanen te helpen beleidsreacties te ontwikkelen voor zaken die invloed hebben op de Europese Unies capaciteit te handelen op het wereldtoneel. Het programma doet onderzoek naar obstakels voor duurzame eenheid binnen de EU over actuele en toekomstige vraagstukken die te doen hebben met buitenlands beleid. Vervolgens tracht het oplossingen te vinden om die vraagstukken te overkomen. Het programma wordt geleid door Susi Dennison.

### Asia & China
Het Asia & China-programma heeft als doel om Europa te helpen een gezamenlijke strategische benadering te definiëren van China's opkomst. De experts van het programma onderzoeken Xi Jinpings leiderschap als ook samenwerking, competitie en conflict tussen Beijing en zijn buren. Het programma publiceert China Analysis, een driemaandelijkse analytische survey van het nieuws en debat omtrent buitenlandsbeleid in China, in samenwerking met het Asia Centre.

### Wider Europe
ECFR gelooft dat de EU, om relevant te blijven in de regio, een coherente en consistente strategie nodig heeft om haar interesses en waarden te promoten. Daarnaast heeft de EU ook de politieke wil nodig om die strategie vervolgens uit te voeren. Het Wider Europe programma is in 2007 begonnen om dit proces te bevorderen. De directeur van het programma is Nicu Popescu.

### Middle East & North Africa
Het Middle East en North Africa-programma volgt politieke onrust en sektarisch conflict in de regio, met als doel politieke oplossingen te identificeren en Europa te helpen coherente reacties te ontwikkelen op Noord-Afrika's transities en het Midden-Oosten vredesproces. Julien Barnes-Dacey geeft leiding aan het programma.

## ECFR's raad en bestuur
ECFR's raad heeft momenteel meer dan 300 leden, die allemaal een hernieuwbare termijn van drie jaar uitdienen. Onder de leden zijn voormalige premiers, presidenten, Europese commissarissen, huidige en voormalige parlementariërs en ministers, publieke intellectuelen, bedrijfsleiders, activisten en culturele figuren uit EU-lidstaten en kandidaat-lidstaten.
Door de individuele netwerken van de raadsleden en hun collectief engagement met ECFR beleids- en advocacyinitiatieven helpen raadsleden ECFR om nationale debatten in EU-hoofdsteden over de EU haar buitenlandsbeleid prioriteiten en obstakels te europeaniseren.
De raad vergadert eenmaal per jaar in haar geheel om te bespreken hoe het haar doelen kan verder kan brengen. Daarnaast vormen groepen van raadsleden geografische en thematische task forces, die ECFR staf van advies en feedback over beleidsideeën voorzien en helpen bij ECFR's activiteiten in hun eigen landen. De raad wordt op het moment voorgezeten door Carl Bildt (covoorzitter), Lykke Friis and Norbert Röttgen. De andere leden van de bestuur zijn Ian Clarkson, Lykke Friis, Sylvie Kauffmann, Ivan Krastev, Andrzej Olechowski, Andrew Puddephatt, Javier Solana en Helle Thorning-Schmidt.

## Financiering
ECFR is een private, not-for-profitorganisatie die afhankelijk is van donaties. De denktank is opgericht met de steun van Open Society Foundations, Communitas Foundation en Fundación Para las Relaciones Internacionales y el Diálogo Exterior (FRIDE).
Ongeveer de helft van ECFR's inkomsten komt van stichtingen, een derde van overheden en de rest van bedrijven en individuen. Open Society Foundations is ECFR’s hoofddonor en verantwoordelijk voor een derde (£2,345,566 in 2017) van ECFR’s totale inkomen (£7,278,122 in 2017). Andere donoren zijn grote organisaties, vooral uit Europa en het Westen, zoals Stiftung Mercator (£710,753 of ~10% van het totale inkomen in 2017), Europese overheden, de Japanse overheid, NAVO, toonaangevende bedrijven zoals Daimler AG en Microsoft en ten slotte welvarende individuen.

## Communicatie
ECFR publiceert regelmatig commentaren en analyses over vraagstukken in buitenlands beleid op hun website. ECFR publiceert ook podcasts in het Engels en Duits, en soms ook in het Frans, Italiaans en Spaans. ECFR heeft een Twitter feed.

## Prijzen en erkenning
ECFR werd voor de jaren 2009 en 2010 de “Best New Think Tank in the World” genoemd door de Universiteit van Pennsylvania’s jaarlijkse wereldwijde “Go-To Think-Tanks” rapport.
ECFR heeft tevens Prospect Magazine’s “Think Tank of the Year Awards” ontvangen in 2015 (EU International Affairs Think Tank of the Year), 2014 (UK International Affairs Think Tank of the Year) en 2010 (British-based think tank dealing with non-British affairs Think Tank of the Year).
In 2011 schreef Dr James G. McGann, de academicus verantwoordelijk voor de Universiteit van Pennsylvania’s rankings, in een boek over globale denktanks: “Het feit dat ECFR beleidsadvies geeft en -onderzoek doet met een pan-Europese focus betekent dat het vrij is van de nationale restricties die opereren met één nationaal framework in gedachten met zich meebrengen. Daarom kan het oplossingen en aanbevelingen voorschrijven die voordelig zijn voor heel Europa, wellicht veel meer dan als het bijvoorbeeld de interesses van Frankrijk of Duitsland in gedachten had. Een framework dat rekening houdt met de verschillende arbeidswijzen en verlangens van de betrokken partijen heeft een veel grotere kans om succesvol te zijn op de lange termijn dan een waarin getracht wordt regionale of globale problemen op te lossen door oplossingen te promoten die slechts voor één staat voordelig zijn of de zorgen van één staat wegnemen.”